# Track 29
Track 29 is een Brits-Amerikaanse dramafilm uit 1988 onder regie van Nicolas Roeg.

## Verhaal
Martin is naar de Verenigde Staten gereisd om zijn natuurlijke moeder te vinden. Ze is getrouwd met een arts, die geobsedeerd is door zijn verzameling modeltreintjes. Martin mag de man van zijn moeder helemaal niet.

## Rolverdeling
| Acteur            | Personage            |
| ----------------- | -------------------- |
| Theresa Russell   | Linda Henry          |
| Gary Oldman       | Martin               |
| Christopher Lloyd | Henry Henry          |
| Colleen Camp      | Arlanda              |
| Sandra Bernhard   | Zuster Stein         |
| Seymour Cassel    | Dr. Bernard Fairmont |
| Leon Rippy        | Vrachtwagenchauffeur |
| Vance Colvig jr.  | Mijnheer Ennis       |
| Kathryn Tomlinson | Receptioniste        |
| Jerry Rushing     | Boerenkinkel         |
| Tommy Hull        | Buffetbediende       |
| J. Michael Hunter | Ober                 |
| Richard K. Olsen  | Afgevaardigde        |
| Ted Barrow        | Oude man             |